# Jan Gijselingh (de jonge)

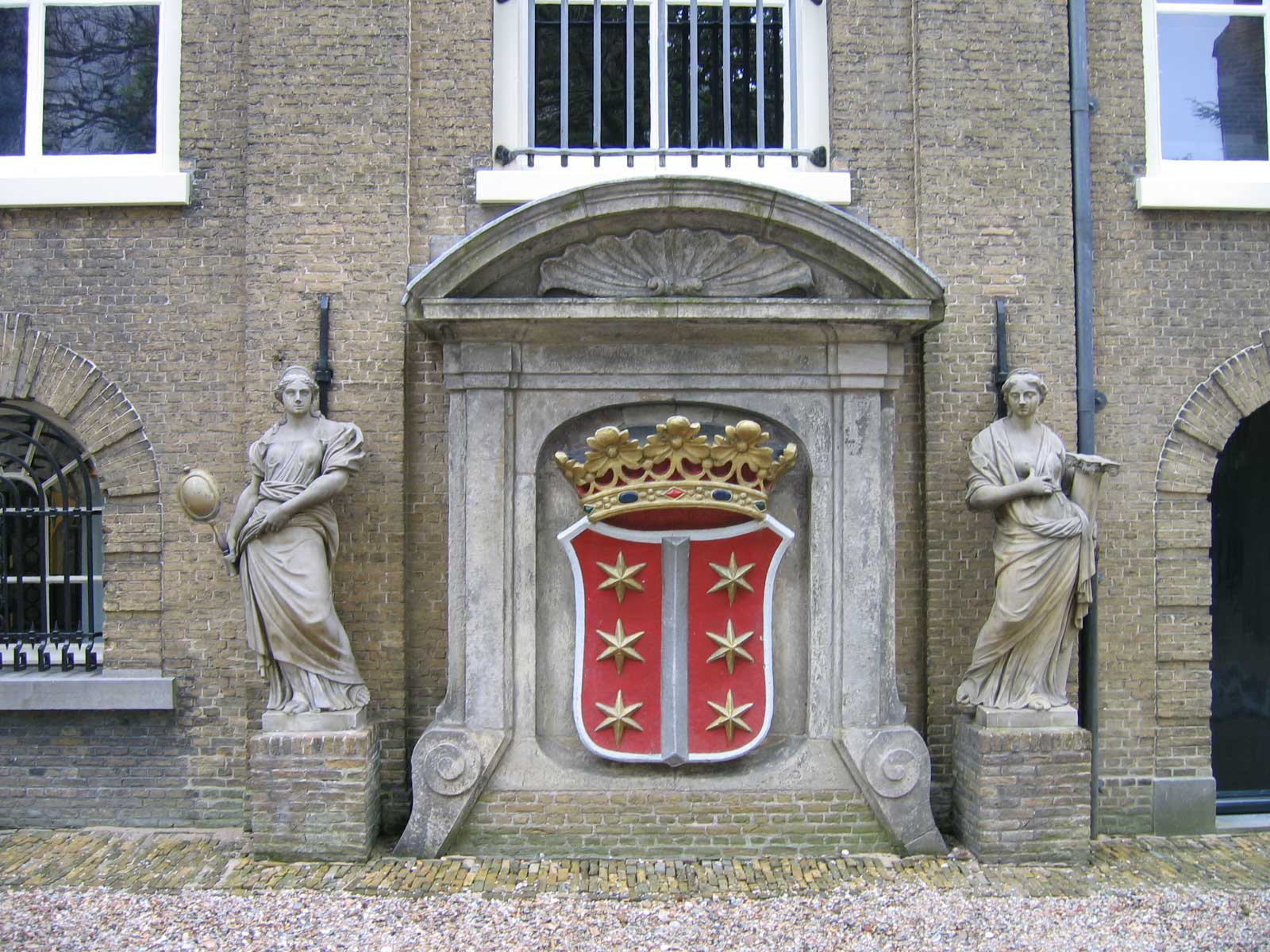
Wijsheid en Standvastigheid, twee beelden die oorspronkelijk in de gevel van het stadhuis van Gouda hebben gestaan

Jan Gijselingh (de jonge) (Brugge, 8 februari 1650 - Amsterdam, 1718) was een in Vlaanderen geboren Nederlandse beeldhouwer.
In 1695 maakte hij in opdracht van het stadsbestuur van Gouda twee beelden voor de gevel van het stadhuis. Beide vrouwenfiguren Wijsheid en Standvastigheid hebben bijna tweehonderd jaar als gevelversiering van het stadhuis gediend. In 1882 werden ze verwijderd om plaats te maken voor ramen. De beelden werden geschonken aan het Goudse museum, dat ze uitleende aan het kantongerecht van Gouda, dat in die tijd gehuisvest was in het gebouw Arti Legi aan de Markt van Gouda.